# Birciîți, Sambir
Birciîți (în ucraineană Бірчиці) este un sat în comuna Kornîci din raionul Sambir, regiunea Liov, Ucraina.

## Demografie
Componența lingvistică a localității Birciîți
     Ucraineană (100%)
Conform recensământului din 2001, toată populația localității Birciîți era vorbitoare de ucraineană (100%).